# Мерфісборо (Іллінойс)
Мерфісборо (англ. Murphysboro) — місто (англ. city) в США, в окрузі Джексон штату Іллінойс. Населення — 7093 особи (2020).

## Географія
Мерфісборо розташоване за координатами 37°46′6″ пн. ш. 89°19′57″ зх. д. / 37.76833° пн. ш. 89.33250° зх. д. (37.768386, -89.332407). За даними Бюро перепису населення США в 2010 році місто мало площу 13,56 км², з яких 13,34 км² — суходіл та 0,22 км² — водойми.

## Демографія
Згідно з переписом 2010 року, у місті мешкало 7970 осіб у 3461 домогосподарстві у складі 1949 родин. Густота населення становила 588 осіб/км². Було 4011 помешкання (296/км²).
Расовий склад населення:
| - 79,8 % — білих - 15,3 % — чорних або афроамериканців - 0,5 % — азіатів - 0,4 % — корінних американців - 1,1 % — осіб інших рас |

До двох чи більше рас належало 2,9 %. Частка іспаномовних становила 3,0 % від усіх жителів.
За віковим діапазоном населення розподілялося таким чином: 22,4 % — особи молодші 18 років, 59,7 % — особи у віці 18—64 років, 17,9 % — особи у віці 65 років та старші. Медіана віку мешканця становила 37,8 року. На 100 осіб жіночої статі у місті припадало 90,6 чоловіків; на 100 жінок у віці від 18 років та старших — 84,8 чоловіків також старших 18 років.
Середній дохід на одне домашнє господарство становив 44 608 доларів США (медіана — 36 098), а середній дохід на одну сім'ю — 56 288 доларів (медіана — 51 553). Медіана доходів становила 34 550 доларів для чоловіків та 34 551 долар для жінок. За межею бідності перебувало 21,3 % осіб, у тому числі 29,1 % дітей у віці до 18 років та 10,5 % осіб у віці 65 років та старших.
Цивільне працевлаштоване населення становило 3355 осіб. Основні галузі зайнятості: освіта, охорона здоров'я та соціальна допомога — 29,6 %, виробництво — 15,7 %, роздрібна торгівля — 11,4 %, публічна адміністрація — 9,4 %.

## Відомі мешканці та уродженці
- Майк Бост (1960) — політик-республіканець. Входить до Палати представників США з 2015, раніше був членом Палати представників Іллінойсу з 1995 по 2015.